# Sericopelma melanotarsum
Sericopelma melanotarsum é uma espécie de aranha pertencente à família Theraphosidae (tarântulas).